# 魏茨 (奧地利)
魏茨（德語：Weiz）是奧地利施泰尔马克州的市镇，位於該國東南部，距離首府格拉茨約25公里，面積5.07平方公里，海拔高度479米，主要經濟活動是工業，2012年人口8,928。